# Asambleas presidenciales del Partido Demócrata de 2008 en Idaho

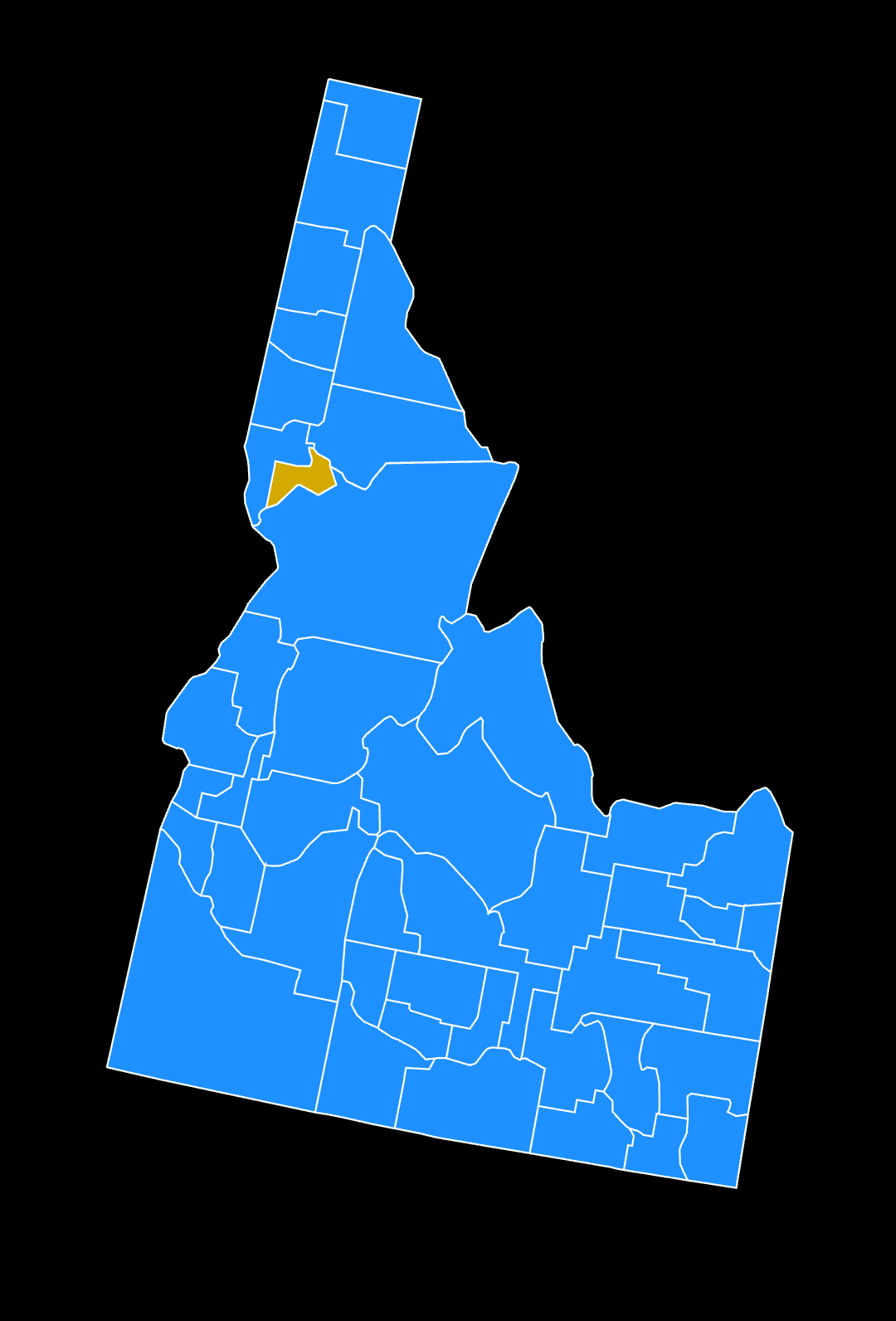
Asambleas demócratas de Idaho, 2008.

Las Asambleas demócratas de Idaho, 2008 fueron el 5 de febrero de 2008, con 18 delegados nacionales en juego; por primera vez, por primera vez, las asambleas fueron hechas a la vez en cada condado del estado, todas ellas eran asambleas abiertas y organizadas en vez del nivel de precintos.
Las asambleas fueron en el condado Ada en el Qwest Arena en el downtown de Boise que fue muy notable la gran participación de personas y convirtiéndose en la asamblea más grande que se ha hecho en un Super Martes:  3,075 votoss fueron contados.

Miles de vontates estaban listo para votar en las urnas en las afueras del estadio del frío clima.

## Resultados
| Candidato       | Votes  | Porcentaje | Delegados |
| --------------- | ------ | ---------- | --------- |
| Barack Obama    | 16,880 | 79.5%      | 15        |
| Hillary Clinton | 3,655  | 17.2%      | 3         |
| John Edwards    | 137    | 0.7%       | 0         |
| Bill Richardson | 0      | 0%         | 0         |
| Dennis Kucinich | 0      | 0%         | 0         |
| Indecisos       | 552    | 2.6%       | 0         |
| Total           | 21,224 | 100%       | 18        |